# 富奥農業協同組合
富奥農業協同組合（とみおくのうぎょうきょうどうくみあい）は、かつて石川県石川郡野々市町中林に本所を置いていた農業協同組合。愛称はJA富奥。

## 沿革
- 1911年（明治44年）4月1日 - 無限責任富奥村信用販売購買利用組合発足。
- 1948年（昭和23年）3月 - 富奥村農業協同組合発足。
- 1955年（昭和30年）3月 - 旧野々市町と富奥村の合併により富奥農業協同組合に改称。
- 2007年（平成19年）4月 - 解散。野々市農業協同組合へ移行。

## 店舗・施設
※2007年解散時点
- JA富奥本店（現在のJAののいち本店）
- JA富奥粟田支店（現在の営農センター）
- JASS-PORT 富奥給油所
- プ・ラ・ラ Aコープ富奥店